# Чэнь Цзиньхуа
Чэнь Цзиньхуа́ (кит. упр. 陈锦华, пиньинь Chén Jǐnhuá; июль 1929, Цинъян, Аньхой — 2 июля 2016, Пекин) — китайский политический и хозяйственный деятель. Член ЦК КПК 14 созыва (1992—1997). Председатель Госкомитета по экономической реструктуризации КНР (1990—1993), ответственный министр Госплана КНР (1993—1998), зампред ВК НПКСК 9-го созыва (1998-2003). В 1983—1990 гендиректор Sinopec.

## Биография
По национальности ханец.
Окончил Китайский народный университет и Пекинский университет телевидения.
Член КПК с февраля 1949 г.
С образованием КНР в 1949 г. работал в министерствах текстильной и лёгкой промышленности.  С 1952 по 1960 г. занимал должность секретаря канцелярии министра текстильной промышленности и канцелярии исследовательского бюро министерства торговли. С 1960 по 1971 г. - заместитель директора и партийного секретаря Исследовательского бюро Главного управления министерства текстильной промышленности Китайской Народной Республики. В 1971—1976 гг. возглавлял группу планирования министерства легкой промышленности.
В 1977—1983 гг. работал в Шанхае, являлся членом посткома городского комитета КПК, был заместителем первого секретаря городского комитета КПК и вице-мэром, возглавлял Шанхайский городской плановый комитет.
- 1983—1990 гг. — первый генеральный директор China Petrochemical Corporation (Китайская нефтехимическая корпорация),
- 1990—1993 гг. — председатель Государственного комитета КНР по экономической реструктуризации,
- 1993—1998 гг. — председатель Госплана КНР,
- 1998—2003 гг. — заместитель председателя ВК НПКСК 9-го созыва,
- 1999—2007 гг. — председатель Китайского объединения предприятий. Затем почетный президент China Association of Entrepreneurs.

Автор мемуаров The Eventful Years (2005; яп. 2007).